# Мирзагара
Мирзага́ра (каз. Мырзақара) — село у складі Чингірлауського району Західноказахстанської області Казахстану. Входить до складу Ащисайського сільського округу.
У радянські часи село називалось Мирзакара або Мурзагара.
Населення — 20 осіб (2021; 79 у 2009, 132 у 1999, 181 у 1989).